# Trogen (Bavière)
Pour la commune de Suisse, voir Trogen.
Trogen est une commune de Bavière (Allemagne), située dans l'arrondissement de Hof, dans le district de Haute-Franconie.